# Alanis Morissette
Alanis Nadine Morissette (Ottawa, 1 juni 1974) is een Canadese singer-songwriter.

## Biografie
Alanis Morissette is geboren in Ottawa, Canada. Haar ouders zijn de Franstalige Canadees Alan Morissette en de in 1956 uit Hongarije gevluchte Georgia Feuerstein. Ze zochten een vrouwelijke variant van de naam Alan en vonden ten slotte in een krant de Griekse naam Alanis. Ze heeft een oudere broer (Chad) en een tweelingbroer (Wade).
Al met 6 jaar speelt ze piano en vanaf 9 jaar schrijft ze zelf liedjes. Twee jaar later brengt ze in eigen beheer het zelfgeschreven Fate stay with me op single uit. Begin 1986 raakt ze landelijk bekend door haar deelname aan een aantal afleveringen van het Canadese kinderprogramma You can't do that on television. Ze valt op door haar talent, en doet mee aan een talentenjacht, maar strandt in de eerste ronde, en zingt het volkslied bij belangrijke sportwedstrijden.

### Begin carrière
In 1991 komt haar eerste album, Alanis, uit, een verzameling danspopliedjes. Ze wordt wel vergeleken met Debbie Gibson en Tiffany. De eerste single, Too hot, haalt de top 10 in Canada. Het album behaalt tweemaal platina en in 1992 wint ze een Juno als meestbelovende nieuwe zangeres. Alanis wil dit album niet meer opnieuw uitgegeven zien. Het is niet meer te verkrijgen tenzij via bootlegs of wat rondgaande mp3's.

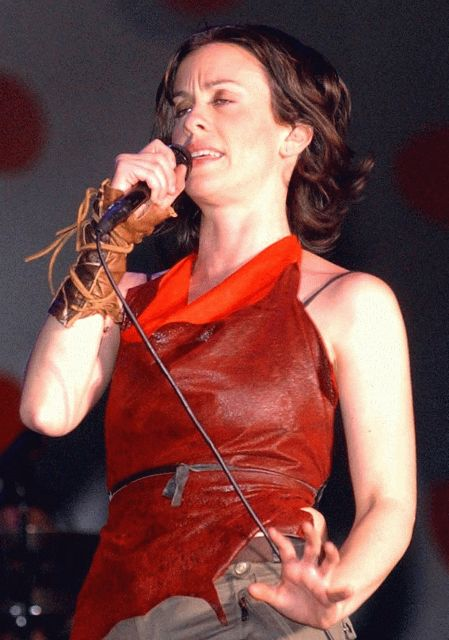
Alanis Morissette in Brazilië, 2003

Haar tweede album, Now is the time, bevat ook serieuzer klinkende nummers, maar wordt niet zo goed ontvangen als het eerste album. Ze verliest haar platencontract en het lijkt of haar muzikale carrière voorbij is.
Toch wil ze doorgaan met muziek maken en gaat op zoek naar samenwerking. Ze verhuist naar Toronto en ontmoet daar een aantal songschrijvers, zonder resultaat. Daarna beproeft ze haar geluk in Los Angeles. Uiteindelijk klikt het met producer Glen Ballard, die eerder werkte met onder anderen Quincy Jones, Kiki Dee, Paula Abdul en Wilson Phillips. Ze beginnen direct te schrijven, met als resultaat een aantal liedjes met openhartige, zeer persoonlijke teksten, onder andere over haar voorbije relaties, die elk in één dag geschreven en opgenomen worden. Hiermee gaat ze een aantal platenmaatschappijen af. Ze tekent ten slotte bij Madonna's nieuwe label Maverick, waar ze (naast Madonna zelf) de eerste belangrijke artiest wordt. Voor het uit te brengen album weet ze een ongewoon hoge gage van $1,50 per verkocht exemplaar te bedingen.

### Wereldwijde doorbraak
Dit derde album, Jagged little pill, zorgt in 1995 voor wereldwijde bekendheid. Door haar alternatieve geluid en zelfbewuste songteksten is Alanis al spoedig een voorbeeld voor veel vrouwelijke navolgers. Dankzij zes succesvolle singles (You oughta know, Hand in my pocket, All I really want, Ironic, You learn en Head over feet) wordt het met een verkoop van meer dan 30 miljoen exemplaren het succesvolste album van de jaren 90. Van de zes Grammy Award-nominaties verzilvert ze er vier (album van het jaar, beste vrouwelijke zangprestatie, beste rocksong (You oughta know), en beste rockalbum). In Nederland haalt het album de eerste plaats in de verkooplijsten na een succesvol, integraal uitgezonden optreden op Pinkpop in mei 1996. De video Jagged little pill live levert haar in 1997 een vijfde Grammy Award op. Na een vermoeiende concerttour van anderhalf jaar is ze niet meer van plan nog een album te maken.
Ze maakt een rugzaktocht door India en daar vindt ze toch inspiratie voor een nieuw album, Supposed former infatuation junkie (1998), veelzijdiger en nog persoonlijker dan het voorgaande. Ook dit album wordt een succes: zo'n 7 miljoen exemplaren gaan over de toonbank. Dankzij haar slechts op de soundtrack van de film City of angels verschenen lied Uninvited wordt ook deze goed verkocht. Het lied levert haar datzelfde jaar twee Grammy Awards op.
In 1999 maakt ze een van de succesvolste albums uit de MTV Unplugged-reeks, en speelt ze een kleine maar verrassende rol als God in de film Dogma van Kevin Smith. Op de soundtrack verscheen haar lied Still.

### Latere albums
Het album Under rug swept volgt in 2001. Na dit album brengt Alanis ook een dvd met bijbehorende cd uit, Feast On Scraps, met acht nieuwe nummers die Under rug swept niet gehaald hadden.
In 2004 komt het album So-Called Chaos uit. Het toont een heel andere Alanis dan vroeger. Haar liedjes klinken zeemzoet en gelukkiger, haar lange haren heeft ze afgeknipt en het lijkt alsof ze voor de eerste keer oprecht lacht. Zelf beweert ze dat dit komt door haar relatie met de twee jaar jongere acteur Ryan Reynolds. Alanis leerde Ryan kennen in 2002 op het verjaardagsfeest van Drew Barrymore en verloofde zich met hem in 2003.
2005 is een druk jaar voor Alanis. Niet alleen brengt ze een akoestische versie van haar hitalbum Jagged little pill uit, ter ere van het 10-jarig bestaan; Ook brengt ze op het einde van het jaar voor het eerst in haar carrière een verzamelalbum uit. Het album krijgt de naam The collection en als single kiest ze ervoor om voor het eerst een cover op te nemen: Crazy van Seal. Het album bevat haar grootste hits en enkele van haar persoonlijke favorieten. In hetzelfde jaar schrijft Alanis voor de derde keer een soundtrack. Deze keer voor de film The Chronicles Of Narnia. Het nummer krijgt de naam Wunderkind en levert Alanis een GoldenGlobe-nominatie op.
In 2006 deelt Alanis mee dat ze bezig is met het schrijven van een autobiografie en een nieuw album. Haar relatie met Ryan kende volgens de pers een korte breuk, waarna Alanis en Ryan weer samenkwamen. Dit gerucht werd echter niet bevestigd door de twee sterren. De verloving werd later alsnog verbroken. Daarna kreeg Alanis in 2009 een relatie met de Amerikaanse rapper Souleye (artiestennaam van Mario Treadway). Ze trouwden in 2010 en op eerste kerstdag 2010 kregen zij een zoon. Later kwamen er een dochter en nog een zoon bij.
In 2008 trad Alanis met haar band op zondag 1 juni op in het Nederlandse Landgraaf op Pinkpop 2008 en begin augustus dat jaar op de Belgisch-Vlaamse Lokerse Feesten. In dat jaar kwam ook haar nieuwe album Flavors of entanglement uit. De eerste single die werd uitgebracht was Underneath.
In 2008 werkte ze met andere bekende artiesten uit de VS, het Verenigd Koninkrijk, Canada en Zuid-Afrika aan het album Songs for Tibet, een steunbetuiging aan Tibet en dalai lama Tenzin Gyatso.
Haar album Havoc and bright lights (verschenen in 2012) bereikte in diverse landen de nummer 1-positie in de albumlijsten. De single Guardian werd internationaal een bescheiden hitje.
Eind 2012 gaf ze een concert in 013 Tilburg.
In 2018 was ze te zien en te horen in het rechtstreeks op NPO Radio 2 uitgezonden Concert at Sea aan de Brouwersdam op de grens tussen Zeeland en Zuid-Holland. In februari 2020 trad ze op in Carré en ook bij het televisieprogramma De Wereld Draait Door. Eind juli 2020 kwam haar album Such pretty forks in the road uit, dat door critici werd bestempeld als haar beste album in jaren. In 2022 bracht zij The Storm Before the Calm uit, een album met meditatie muziek. 

## Discografie

### Albums
| Album met eventuele hitnotering(en) in de Nederlandse Album Top 100 | Datum van verschijnen | Datum van binnenkomst | Hoogste positie | Aantal weken | Opmerkingen                            |
| ------------------------------------------------------------------- | --------------------- | --------------------- | --------------- | ------------ | -------------------------------------- |
| Alanis                                                              | 06-04-1991            | -                     |                 |              |                                        |
| Now is the Time                                                     | 08-1992               | -                     |                 |              |                                        |
| Jagged Little Pill                                                  | 16-06-1995            | 09-09-1995            | 1(3wk)          | 175          | Meest verkochte debuutalbum ter wereld |
| Supposed Former Infatuation Junkie                                  | 02-11-1998            | 07-11-1998            | 2               | 74           |                                        |
| MTV Unplugged                                                       | 19-11-1999            | 27-11-1999            | 4               | 57           | Livealbum                              |
| Under Rug Swept                                                     | 25-02-2002            | 09-03-2002            | 2               | 42           |                                        |
| Feast on Scraps                                                     | 24-02-2003            | -                     |                 |              | Livealbum                              |
| So-Called Chaos                                                     | 14-05-2004            | 15-05-2004            | 1(1wk)          | 17           |                                        |
| iTunes Originals                                                    | 2004                  | -                     |                 |              | Livealbum                              |
| Jagged Little Pill Acoustic                                         | 22-07-2005            | 30-07-2005            | 16              | 28           |                                        |
| The Collection                                                      | 11-11-2005            | 19-11-2005            | 49              | 10           | Verzamelalbum                          |
| Flavors of Entanglement                                             | 30-05-2008            | 07-06-2008            | 7               | 12           |                                        |
| Havoc and Bright Lights                                             | 24-08-2012            | 01-09-2012            | 2               | 10           |                                        |
| Live at Montreux 2012                                               | 23-04-2013            | -                     |                 |              | Livealbum                              |
| Such Pretty Forks in the Road                                       | 31-07-2020            | 08-08-2020            | 13              | 2            |                                        |

| Album met hitnotering(en) in de Vlaamse Ultratop 200 albums | Datum van verschijnen | Datum van binnenkomst | Hoogste positie | Aantal weken | Opmerkingen                            |
| ----------------------------------------------------------- | --------------------- | --------------------- | --------------- | ------------ | -------------------------------------- |
| Jagged Little Pill                                          | 1995                  | 14-10-1995            | 1(5wk)          | 83           | Meest verkochte debuutalbum ter wereld |
| Supposed Former Infatuation Junkie                          | 1998                  | 07-11-1998            | 5               | 24           |                                        |
| MTV Unplugged                                               | 1999                  | 04-12-1999            | 10              | 20           | Livealbum                              |
| Under Rug Swept                                             | 2002                  | 09-03-2002            | 3               | 9            |                                        |
| So-Called Chaos                                             | 2004                  | 22-05-2004            | 13              | 17           |                                        |
| Jagged Little Pill Acoustic                                 | 2005                  | 30-07-2005            | 19              | 10           |                                        |
| The Collection                                              | 2005                  | 26-11-2005            | 44              | 12           | Verzamelalbum                          |
| Flavors of Entanglement                                     | 2008                  | 07-06-2008            | 8               | 14           |                                        |
| Havoc and Bright Lights                                     | 2012                  | 01-09-2012            | 6               | 18           |                                        |
| Live at Montreux 2012                                       | 2013                  | 04-05-2013            | 193             | 1            |                                        |
| Such Pretty Forks in the Road                               | 2020                  | 08-08-2020            | 34              | 3            |                                        |

### Singles
| Single met eventuele hitnotering(en) in de Nederlandse Top 40 | Datum van verschijnen | Datum van binnenkomst | Hoogste positie | Aantal weken | Opmerkingen                             |
| ------------------------------------------------------------- | --------------------- | --------------------- | --------------- | ------------ | --------------------------------------- |
| You Oughta Know                                               | 07-07-1995            | 23-09-1995            | 11              | 8            | Nr. 17 in de Mega Top 50                |
| Ironic                                                        | 27-02-1996            | 25-05-1996            | 6               | 13           | Nr. 6 in de Mega Top 50                 |
| Head over Feet                                                | 16-09-1996            | 07-09-1996            | 33              | 4            | Nr. 24 in de Mega Top 50                |
| Hand in My Pocket                                             | 30-10-1995            | -                     |                 |              | Nr. 86 in de Mega Top 100               |
| Thank U                                                       | 12-10-1998            | 24-10-1998            | 7               | 10           | Nr. 8 in de Mega Top 100 / Alarmschijf  |
| Joining You                                                   | 22-03-1999            | 20-03-1999            | tip11           | -            | Nr. 51 in de Mega Top 100               |
| That I Would Be Good (Unplugged)                              | 1999                  | 27-11-1999            | tip3            | -            | Nr. 55 in de Mega Top 100               |
| Hands Clean                                                   | 11-02-2002            | 02-02-2002            | 6               | 12           | Nr. 15 in de Mega Top 100 / Alarmschijf |
| Precious Illusions                                            | 20-05-2002            | 04-05-2002            | tip8            | -            | Nr. 79 in de Mega Top 100               |
| Everything                                                    | 30-04-2004            | 10-04-2004            | tip2            | -            | Nr. 43 in de Single Top 100             |
| Out Is Through                                                | 05-07-2004            | 17-07-2004            | tip11           | -            | Nr. 76 in de Single Top 100             |
| Crazy                                                         | 04-11-2005            | 29-10-2005            | tip4            | -            | Nr. 40 in de Single Top 100             |
| Guardian                                                      | 18-06-2012            | 30-06-2012            | tip2            | -            | Nr. 62 in de Single Top 100             |
| Smiling                                                       | 21-02-2020            | 07-03-2020            | tip23           | -            |                                         |

| Single met hitnotering(en) in de Vlaamse Ultratop 50 | Datum van verschijnen | Datum van binnenkomst | Hoogste positie | Aantal weken | Opmerkingen                 |
| ---------------------------------------------------- | --------------------- | --------------------- | --------------- | ------------ | --------------------------- |
| You Oughta Know                                      | 1995                  | 18-11-1995            | 39              | 1            |                             |
| Ironic                                               | 1996                  | 20-07-1996            | 6               | 19           | Nr. 6 in de Radio 2 Top 30  |
| Head over Feet                                       | 1996                  | 28-09-1996            | tip 10          | -            |                             |
| Thank U                                              | 1998                  | 07-11-1998            | 25              | 13           | Nr. 25 in de Radio 2 Top 30 |
| Hands Clean                                          | 2002                  | 23-02-2002            | 40              | 3            |                             |
| Everything                                           | 2004                  | 08-05-2004            | tip 4           | -            |                             |
| Crazy                                                | 2005                  | 05-11-2005            | tip 4           | -            |                             |
| Underneath                                           | 2008                  | 14-06-2008            | 16              | 6            |                             |
| Guardian                                             | 2012                  | 08-09-2012            | 37              | 4            |                             |
| Receive                                              | 2012                  | 03-11-2012            | tip33           | -            |                             |

### NPO Radio 2 Top 2000
| Nummers met noteringen in de NPO Radio 2 Top 2000 | '07 | '08  | '09  | '10  | '11  | '12 | '13  | '14  | '15  | '16  | '17  | '18  | '19  | '20  | '21  | '22  | '23  | '24  |
| ------------------------------------------------- | --- | ---- | ---- | ---- | ---- | --- | ---- | ---- | ---- | ---- | ---- | ---- | ---- | ---- | ---- | ---- | ---- | ---- |
| Ironic                                            | 234 | 1259 | 1208 | 572  | 536  | 642 | 651  | 661  | 528  | 465  | 479  | 543  | 755  | 613  | 670  | 629  | 607  | 648  |
| Thank U                                           | -   | -    | -    | -    | -    | -   | -    | 1487 | 1319 | 1386 | 1522 | 1695 | -    | 1868 | 1975 | 1901 | 1965 | 1795 |
| Uninvited                                         | -   | -    | -    | -    | -    | -   | -    | -    | -    | -    | -    | 1579 | 1559 | 1530 | 1292 | 1177 | 1193 | 1157 |
| You Oughta Know                                   | -   | -    | 1244 | 1168 | 1061 | 975 | 1040 | 990  | 992  | 1119 | 1121 | 1182 | 1281 | 1241 | 1169 | 1148 | 1098 | 1296 |

1. ↑  Een '-' betekent dat het nummer niet was genoteerd en een vetgedrukt getal geeft de hoogste notering van een nummer aan.
2. ↑  2007 was het eerste jaar met een notering voor Alanis Morissette.

### Dvd's
| Dvd's met hitnoteringen in de DVD Top 30 | Datum van verschijnen' | Datum van binnenkomst | Hoogste positie | Aantal weken | Opmerkingen |
| ---------------------------------------- | ---------------------- | --------------------- | --------------- | ------------ | ----------- |
| Feast on Scraps                          | 2003                   | 04-01-2003            | 9               | 7            |             |
| Live at Montreux 2012                    | 2013                   | 27-04-2013            | 7               | 5            |             |

## Filmografie
- Anything for Love (1993)
- Dogma (1999)
- Jay and Silent Bob Strike Back (2001)
- De-Lovely (2004)
- Radio Free Albemuth (2010)
- The Price of Desire (2015)

### Televisie
- You Can't Do That on Television (1986-1987)
- Nip/Tuck (2006)
- Weeds (2009-2010)
- The Great North (2021-heden); stem

#### Videoclips
- 1991: Walk Away; Too Hot; Feel Your Love
- 1992: Plastic; An Emotion Away
- 1993: Real World; No Apologies
- 1995: Hand in My Pocket; You Oughta Know
- 1996: Ironic; You Learn
- 1997: Head Over Feet
- 1998: Thank U
- 1999: Unsent; So Pure; Still
- 2002: Hands Clean; Precious Illusions
- 2004: Everything; Out Is Through; Eight Easy Steps
- 2005: Crazy
- 2007: Underneath
- 2008: Not as We
- 2012: Guardian; Receive
- 2013: Lens; Empathy
- 2014: Today; Big Sur; The Morning
- 2020: Reasons I Drink